# Волх
Волх — міфологічний богатир билин, поєднання людських та природних єств. Згідно з легендами народився від близькості Змія та Малуші. У билинному епосі волх має здатність обертатися на вовка та спілкуватися з птахами і звірами.

## Походження міфу
Походження персонажу асоціюють з Всеславом Брячиславичем, згадка про котрого у «Слові о полку Ігоревім» містить:
|  | «Всеслав князь людям суд чинив, князям городи рядив, а сам вночі вовком бігав»Оригінальний текст (рос.) [«Всеслáвъ кня́зь лю́демъ судя́ше, кня́земъ грáды рядя́ше, а сáмъ въ нóчь вл́ъкомъ ры́скаше»] Помилка: [undefined] Помилка: {{Lang}}: немає тексту (допомога): текст вже має курсивний шрифт (допомога) |

та подальшому розвитку різносюжетних билин у народному фольклорі того часу.